# Casa di Bernardo Buontalenti
La casa di Bernardo Buontalenti è un edificio storico del centro di Firenze, si trova in via Maggio 37, angolo via de' Marsili.

## Storia e descrizione
L'edificio è noto per essere appartenuto all'architetto, pittore e scultore Bernardo Buontalenti, che poteva risiedere avendo la comodità di essere molto vicino a palazzo Pitti, dove era architetto e sovrintendente agli spettacoli di corte. L'identificazione è tra l'altro confermata da una nota di Filippo Baldinucci che, ricordando di come l'artista avesse aperto una scuola nella propria casa, specificava come questa "fu quella che in via Maggio forma la cantonata dello sdrucciolo dalla parte del fiume d'Arno, sopra la porta della quale son le figure di Bernardin Poccetti, delle prime che egli facesse in pubblico", figure comprendenti "grottesche di sgraffio e due figure colorite". Buontalenti infatti fece ornare la facciata da pitture e graffiti eseguiti da Bernardino Poccetti, secondo una modalità che lo stesso artista avrebbe riproposto rivolgendosi al medesimo pittore per adornare il vicino palazzo di Bianca Cappello. 
Nella guida di Firenze del 1828, quando la casa era Gargaruti, tale decorazione appare indicata come ancora ben visibile; lo stesso vale per gli anni di Federico Fantozzi (1842 e 1843), che ugualmente considera meritevole di segnalazione il lavoro. D'altra parte un'incisione a bulino di Giovanni Battista Silvestri databile al secondo quarto dell'Ottocento, per quanto arricchito di elementi forse al tempo già non più presenti, ci mostra un edificio con un fronte di grande ricchezza, arricchito da un tabernacolo posto sulla cantonata. 
La perdita dei graffiti e delle pitture data ai primi anni ottanta dell'Ottocento, quando il palazzo fu oggetto di un intervento di ammodernamento e ristrutturazione, nell'ambito del quale la decorazione fu evidentemente giudicata troppo frammentaria per essere recuperata e venne distrutta, non senza le proteste di Guido Carocci dalle pagine di "Arte e Storia" (1882). Rimangono comunque a memoria dell'arte di Bernardino Poccetti alcune belle tavole del Lasinio (1789). 
L'edificio conserva la porta a tutto sesto in pietrame a filo dell'intonaco, e a sinistra è una finestra alta dal piano di calpestio di gusto cinque seicentesco. Vi sono due recenti aperture per attività commerciali; anche le aperture al primo piano sono recenti e ricavate sulle antiche finestre.
All'interno dell'edificio, al termine del lungo e stretto androne, è una memoria che ricorda la casa come costruita da Bernardo Buontalenti, da lui abitata (vi si riferisce tra l'altro dell'incontro che vi sarebbe stato tra l'architetto e Torquato Tasso, tramandato dallo stesso Filippo Baldinucci) e dove sarebbe spirato nel 1608. L'edificazione risalerebbe in realtà a ben prima e, per come si presenta, è da considerarsi della fine del XV o inizi XVI. Secondo il resoconto del Baldinucci una mattina il Buontalenti fu fermato da un uomo "venerabile di persona e d'aspetto", che gli chiese: «Siete voi quel Bernardo Buontalenti, di cui altamente si parla per le meravigliose invenzioni che partorisce ogni dì l'ingegno vostro? E quegli particolarmente che ha inventate le stupende macchine per la commedia recitatasi ultimamente composta dal Tasso?» Dopo la risposta affermativa del Buontalenti lo sconosciuto lo abbracciò e gli disse: «e io son Torquato Tasso».
| BERNARDO BUONTALENTI DETTO DELLE GIRANDOLE ARCHITETTO CIVILE E MILITARE DELLA FIRENZE MEDICEA PITTORE SCULTORE SCENOGRAFO COSTRUÌ PER SÉ QUESTA CASA CHE, ADORNA DI POCCETTIANI GRAFFITI ED AFFRESCHI, FU CENACOLO E INCONTRO DI ALTI INTELLETTI PRIMO FRA TUTTI TORQUATO TASSO, E VI MORÌ L'ANNO 1608 |